# Робърт Клайв
Генерал-майор Робърт Клайв, първи барон Клайв (на английски: Robert Clive, 1st Baron Clive, 29 септември 1725 – 22 ноември 1774), известен също като Клайв Индийски (Clive of India), е британски офицер, който установява военно и политическо върховенство на Източноиндийската компания в Бенгал. Смята се, че той осигурява Индия и нейните богатства за британската корона. Заедно с Уорън Хейстингс той е една от ключовите фигури в създаването на Британска Индия.

## Ранни години
Робърт Клайв е роден в Стич, фамилното имение на Клайв, близо до Маркет Дрейтън в Шропшър. За да добавя към годишния приход на имението си от £500, неговият баща практикува право. Клайв са едно от най-старите семейства в графство Шропшър. Те държат имението с това име от царуването на Хенри II. Членове на рода Клайв са канцлерът на хазната за Ирландия при Хенри VIII и един член на Дългия парламент. Бащата на Робърт в продължение на много години представлява Монтгомъришър в парламента. Майка му е дъщеря на Натаниъл Гаскел от Манчестър, като самият Робърт е най-възрастният син от тринадесетте им деца – той има седем сестри и петима братя.
Твърди се, че като дете, за да уплаши хората наоколо, Клайв се е изкатерил на кулата на енорийската църква „Сейнт Мери'с“ в Маркет Дрейтън и възседнал един каменен гаргойл. По-късно младият Робърт създава младежка банда, рекетираща търговците, които не им сътрудничат.
Клайв е изгонен от три училища, включително от основното училище на Маркет Дрейтън и Шивашкото училище в Лондон. Въпреки липсата на образование, той в крайна сметка развива отчетлив ораторски стил в Камарата на общините. Една негова реч е описана от Уилям Пит като най-красноречивата, която някога е чул.

### Политическа ситуация в Индия преди Клайв
Към средата на XVIII век Моголската империя бива раздробена на няколко държави-наследници. Четиридесет години след смъртта на император Аурангзеб през 1707 г. властта постепенно е преминала в ръцете на провинциални вицекрале, наричани субахдари. Тримата най-могъщи са Асаф Джах, низам на Хайдерабад, който управлява в региона на платото Декан в южна и централна Индия, Миршид Кули Хан, набаб на Бенгал със седалище в Муршидабад и Саадат Хан, вазир на Авадх. Политико-икономическите отношения между европейските монархии в Индия са пряко повлияни от серия войни и договори на континенталния европейски театър. От края на седемнадесети век европейските търговци усилено набират войски, които да защитят търговските им интереси, което нерядко означава да влияят на местните политики в своя полза. Военната мощ бързо става също толкова важна, колко и търговската находчивост в осигуряване на ценната търговия с Индия и все повече се използва за придобиването на територии и за събиране на приходи.
От този период датира и първото пътуване на Робърт Клайв до Индия. Той попада в разгара на политическия конфликт, в който богатите земи на Корманделския бряг са оспорвани между френския генерален губернатор Жозеф Франсоа Дюплеи и британците. В това съперничество двете страни подкрепят различни фракции сред останките от Моголската империя. Клайв е първият от „войниците-политици“, както ги наричат, които помагат британците да постигнат върховенство в Индия чрез поставяне на владетели-тирани. В крайна сметка тази стратегия е успешна за британците, докато не са предизвикани от Типу Султан в Майсур.

## Първо пътуване в Индия (1744 – 1753)
На осемнадесетгодишна възраст, Клайв е изпратен в Мадрас като чиновник в служба на Британска източноиндийска компания. След като засяда и е повреден по пътя, транспортният кораб е задържан за ремонт в Бразилия, където остава в продължение на девет месеца докато се завършат поправките. Това му позволява да научи португалски, който той често употребява по-късно. По онова време Източноиндийската компания разполага с малък търговски емпориум във Форт Сейнт Джордж близо до Мадрас Патнам.
На 4 септември 1746, Мадрас е атакуван от френски сили, водени от Бертран-Франсоа Маѐ дьо ла Бурдоне в рамките на Войната за Австрийското наследство. След няколкодневен артилерийски обстрел британските сили се предават и французите влизат в града. Първоначално се планира градът да бъде възстановен под британски контрол след преговори, но на това се противопоставя Жозеф Франсоа Дюпле, френски генерал-губернатор за Индия. Дългите преговори карат Клайв и други да избягат във Форт Сейнт Дейвид, на двадесет мили на юг недалеч от Кудалор, но юа своето участие Клайв получава чин младши лейтенант. Обсадата в крайна сметка е вдигната от моголски деблокиращи войски.
Заслугите на Клайв са отблязани от майор Стрингър Лорънс, Главнокомандващ за Индия на британските войски. Мирът от Екс-ла-Шаел обаче принуждава Клайв да се върне на гражданска служба за кратко време, което отключва у него състояние на депресия. Конфликтът между британците и французите продължава, сега в политически, а не във военен план. Когато Клайв се завръща, политическата сцена се е променила и могъщите позиции на набаба на Карнатик и низама на Хайдерабад са взети от владетели, които силно симпатизират на френската кауза. Набабът на Карнатик, Чанда Сахиб, е издигнат със съдействието на Дюпле, докато британците са взели страната на предишния титуляр, Мохамед Али Уаладжах. Дюпле е награден с територия, „за която се казва че дава годишен доход от 350 000 рупии.“ и в допълнение на това е направен част от моголската йерархия.

### Обсадата на Аркот (1751)
Избухва нов локален конфликт, в който Британия и Франция остават официално в мир. Разположените на полуострова войски на Британската източноиндийска компания и компанията рядко надхвърлят хиляда войници, като липсват оттеглилите се адмирал Едуард Боскауен и майор Лорънс. Преди напускането си последният е назначил Клайв като комисар за снабдяването на войските с провизии с чин капитан. Няколко инцидента са заплашили позицията на компанията, когато Клайв съставя план за разделяне на вражеските сили и предлага да го изпълни сам.

През лятото на 1751 г., Чанда Сахиб напуска Аркот, столицата на Карнатик, за да нападне Мохамед Али Уаладжах в Тричинополи. Клайв предлага да нападне Аркот за да принуди Чанда Сахиб да вдигне обсадата. Гарнизоните в Мадрас и Форт Сейнт Дейвид му осигуряват едва 200 европейски бойци и 300 сепои, като от осмината офицери, които ги водят, четирима са цивилни като Клайв, а шест никога не са участвали във военни действия. В допълнение войската има само три артилерийски оръдия. Първоначалната британска атака е успешна и превзема форт Аркот под прикритието на гръмотевична буря; войските на Клайв незабавно започват да укрепват района срещу нова обсада. Чанда Сахиб действително изпраща голяма войска, водена от сина му, Раза Сахиб и неговите френски поддръжници, които влизат в Аркот, за да обсадят Клайв във форта. Подпомогнат от част от населението, Клайв успява да прави внезапни нападения срещу обсаждащите войски. Историкът Томас Маколи пише век по-късно за обсадата: 
| “ | ... командирът, който трябваше да провежда отбраната...е младеж на двадесет и пет години, отгледан като библиотекар...Клайв...е направил нарежданията си и изтощен от умора, се хвърлил на леглото си. Събуден е от тревогата и незабавно застава на поста си....след три отчаяни атаки, обсадилите се оттеглят зад окопа. Борбата продължава около час...гарнизонът губи само пет или шест мъже." | ” |

Съвременникът на събитията „Тузуке уаладжахи“ завява, че Клайв получава помощ от две хиляди маратски конници под командването на Мадина Али Хан и Юнус Хан, двама сердари (командири) на Мохамед Али Уаладжах. Появата на това подкрепление довежда обсадата до повратна точка и Клайв и майор Лорънс успяват да доведат кампанията до успешен завършек. През 1754 първият от условните карнатски договора, са подписани от Томас Сондърс, представителят на компанията в Мадрас, и Шарл Годехо, френският командир. Английското протеже, Мохамед Али хан Уаладжах е признат за набаб и двете държави се съгласяват да уравнят владенията си. Когато отново избухва война през 1756 г., по време на отсъствието на Клайв в Бенгал, французите получават успехи в северните райони и усилията на Мохамед Али хан Уаладжах ги прогонват от селищата им. Парижкият договор от 1763 г. формално утвърждава Мохамед Али Хан като набаб на Карнатик. В резултат на това действие и увеличеното британско влияние, от императора в Делхи идва ферман (декрет), признаващ британските владения в Южна Индия.
Поведението му по време на обсадата прави Клайв известен в Европа. Министър-председателят на Обединеното кралство Уилям Пит старши описва Клайв, който не е получил никакво формално военно обучение, като „роденият от небето генерал“, подкрепяйки щедрата оценка на ранния си командир, майор Лорънс. Дворът на директорите на източноиндийската компания гласуват да му бъде даден меч на стойност £700, който той отказва да приеме, освен ако Лорънс не е подобно почетен. Той напуска Мадрас на път за дома след десетгодишно отсъствие, в началото 1753, но преди това се жени за Маргарет Маскелин, сестрата на неговия приятел Невилл Маскелин, който впоследствие е добре известен и като астроном.

## Второ пътуване в Индия (1755 – 1760)
През юли 1755 Клайв се връща в Индия като заместник-губернатор на форт Сейнт Дейвид, малко селище южно от Мадрас. По пътя челният кораб на неговия конвой от Англия Додингтън корабокрушира при Порт Елизабет и Клайв загубва сандъче със златни монети на стойност £33 000. Почти 250 години по-късно монети от съкровището на Клайв са извадени незаконно и предложени за продажба, а след продължителни съдебни спорове през 2002 част от монетите са предадени на южноафриканското правителство.
Повишен в чин подполковник на Кралската армия, Клайв участва в превземането на крепостта Виджаядург (Vijaydurg Fort), на маратския адмирал Тулоджи Ангре. Бойните действия се водят от адмирал Джеймс Уотсън и англичаните разполагат с няколко кораба, британски войници и маратски съюзници. Съкрушителната мощ на съвместната войска осигурява спечелване на битката с малко загуби. Хирургът от флота Едуард Айвс отбелязва, че Клайв отказва да получи дял от получената плячка, както е обичайно за времето.

### Падането и възвръщането на Калкута (1756 – 1757)
Клайв се отправя към форт Сейнт Дейвид и там научава за две поражения на англичаните. В началото на 1756, Сирадж Уд Даулах, наследил дядо си Аливарди хан като набаб на Бенгал, напада англичаните при Касимбазар, а на 20 юни превзема и форта на Калкута. Загубите за Британската източноиндийска компания заради падането на Калкута са оценени от инвеститори на £2 000 000. Пленените британци са затворени в позорно известната „Черна дупка“ на форт Уилям, в която загиват 123 от 146 затворници в резултат на задушаване или топлинен удар.
Към Коледа на 1756, след като набабът игнорира всички дипломатически послания, адмирал Чарлс Уотсън и Клайв получават задача да го прогонят от Калкута. Първата им цел е крепостта Бадж-Бадж, която Клайв приближава по суша, докато адмирал Уотсън я обстрелва откъм морето. Крепостта е превзета с минимални британски жертви, а на 2 януари 1757 също така бързо е превзета и самата Калкута.
Около месец по-късно, на 3 февруари 1757, многочислена армия на набаба, която иска да заеме позиция източно от Калкута, се придвижва покрай лагера на Клайв и очевидец преценява силите на врага на около 40 000 конница, 60 000 пехота и тридесет оръдия. Това е доста повече от силите на Клайв: 540 британски пехотинци, 600 моряци от кралския флот, 800 сепои, четиридесет полеви оръдия и никаква кавалерия. Британците нападат лагера на набаба в утрото на 5 февруари 1757 г. В тази битка, неофициално наречена „Ръкавицата на Калкута“, Клайв с малкия си отряд успява да премине под силен обстрел през целия лагер на набаба, към обед пробива обсадата и пристига във форт Уилям. По време на атаката са убити или пленени около една десета от британските атакуващи (Клайв докладва за 57 убити и 137 ранени). Макар и технически това да не е военна победа, внезапната британска атака така изплашва набаба, че той търси споразумение с Клайв и на 9 февруари предава контрола над Калкута, обещавайки да компенсира източноиндийската компания за загубите и да възстанови привилегиите.

### Война със Сирадж Уд Даулах
Британия и Франция отново са във война и Клайв изпраща флота нагоре по реката срещу френската колония Чандернагор, докато той я обсажда по суша. Има силен подтик да се превземе колонията, тъй като пленяването на предишно френско селище близо до Пондичери е дало на комбинираните сили съкровища на стойност £140 000. След като научава за обсадата, набабът неуспешно търси начин да помогне на французите. Някои служители в двора на набаба формират заговор да го свалят. Джафар Али Хан известен също като Мир Джафар, главнокомандващ на набаба, води заговорниците. С адмирал Уотсън, губернатора Дрейк и Г-н Уотс Клайв прави джентълменско споразумение, в което се съгласяват да дадат поста на вицекрал на Небгал, Бихар и Ориса на Мир Джафар, който ще плати £1 000 000 за загубите на компанията в Калкута и цената на войските ѝ, £ 500 000 на британските обитатели на Калкута, £200 000 на местните обитатели и £70 000 на арменските търговци.
Клайв наема Умиччанд, богат бенгалски търговец, като посредник между Мир Джафар и британските служители. Умичанд заплашва да предаде Клайв, ако не му се гарантира в самото споразумение £300 000. За да бъде подмамен му се показва второ фалшиво споразумение с клауза в този смисъл. Адмирал Уотсън отказва да го подпише. Клайв депозира по-късно в Камарата на общините, че, „до най-добрата му памет, той дава на джентълмена, който го носи позволение да си подпише името на него; негово лордство никога не прави тайна от това; той го счита за допустимо в такъв случай и би го повтороил сто пъти, той няма мотив в свой интерес да го направи и го прави с намерение да разочарова очакванията на алчен човек.“ Въпреки това този случай се цитира като пример на безскрупулността на Клайв.

### Битката при Пласи (1757)
Целият горещ сезон на 1757 г. е прекаран в преговори с набаба на Бенгал. В средата на юни Клайв започва марша си от Чандернагор с британците в лодки и сепоите по десния бряг на р. Хуули. По време на дъждовния сезон реката се подхранва от водите на Ганг на север чрез три потока, които в горещите месеци са почти сухи. На левия бряг на Бхагирати, най-западната от тях, 160 км над Чандернагор, стои Муршидабад, столицата на моголските вицекрале на Бенгал. На няколко километра по-надолу е полето на Пласи, тогава обширна горичка от мангови дървета. На 21 юни 1757, Клайв пристига на брега срещу Пласи, насред първия порой на мусонните дъждове. Цялата му армия възлиза на 1100 европейци и 2100 сепои, с девет полеви оръдия. Набабът е събрал 18 000 конници, 50 000 пехотинци и 53 тежки оръдия, обслужвани от френски артилеристи. За пръв път в кариерата си Клайв се колебае и свиква съвет от петнадесет офицери, които да решат, както той се изразява, „дали в нашата настояща ситуация, без подкрепа и на собствения ни задник, би било благоразумно да нападнем набаба или дали трябва да изчакаме към нас да се присъединят сили от страната индийци).“ Самият Клайв е начело на деветимата, които гласуват за отлагане; майор Еър Куут води седмината, които съветват за незабавна атака. Но или защото дързостта му взема надмощие или заради писмо, което получава от Мир Джафар Клайв е първият, който си променя мнението и се съгласява с м-р Еър Куут. Една традиционна версия, следвана от Маколи, го представя прекарвайки час в мисли, под сянката на дървета, докато разрешава въпросите на една от най-решителните битки в света. Друга версия, превърната в стих от сър Алфред Лиал, изобразява решителността му като резултат от сън. Както и да е, той прави добре като войник да се довери на дързостта и дори безразсъдството, които печелят при Аркот и триумфират при Калкута, тъй като отстъпление или дори отлагане може да доведе до поражение. След поройни дъждове 3200-те мъже на Клайв и деветте му оръдия прекосяват реката и превземат горичката с нейните водни резервоари, докато Клайв установява щаба си в ловна хижа. На 23 юни започва сражението и продължава през целия ден, по време на което има забележително малко действителни боеве. Барута за оръдията на набаба не са добре защитени от дъжд. Това изважда от строя оръдията. Освен 40-те французи и техните оръдията, индийската страна може да направи малко, за да отговори на британската канонада (след период на дъжд) която, с 39-и полк разпръсква войската, нанасяйки ѝ загуби от 500 мъже. Клайв вече е направил тайно споразумение с някои аристократи в Бенгал като Джагат Сет, Мир Джафар и др. Клайв удържа м-р Килпатрик, защото се доверява на въздържането на Мир Джафар, a и знае важността от запазване на малката си войска. Той е напълно оправдан в доверието си в предателството на Мир Джафар, защото той отвежда голяма част от армията на набаба от полето, осигурявайки поражението му. Клайв почти не губи европейски войници; като цяло 22 сепои са убити и 50 ранени. Любопитно е в много отношения, че Клайв сега се помни най-вече за тази битка, която в същността си е спечелена чрез подкупване на противника, а не чрез сражение или брилянтна военна тактика. Въпреки че установява британското военно надмощие в Бенгал, тя не осигурява контрола на Източноиндийската компания над Горна Индия, както понякога се твърди. Това става след седем години през 1764 след битката при Буксар, където сър Хектор Мънро побеждава комбинираните сили на моголския император и набаба на Уд в много по-оспорвана битка.
Сирадж Уд Даулах бяга от полето на камила, вземайки каквото може богатство. Скоро той е пленен от силите на Мир Джафар и по-късно е екзекутиран от убиеца Мохамади Бег. Клайв влиза в Муршидабад и установява Мир Джафар като набаб – цената, за която са се споразумели предварително за предателството му. Клайв е преведен през хазната, насред рупии на стойност милион и половина лири стерлинг, злато и сребърни съдове, скъпоценни камъни и скъпи стоки. Клайв взема £160 000, огромно състояние за онова време, а половин милион е раздаден на армията и флота на Източноиндийската компания и осигурява подаръци на стойност £24 000 на всеки член на комитета на компанията, както и обществената компенсация, уговорена в договора.
В това вземане Клайв следва обичай напълно признат от Компанията, въпреки че това е източник на бъдеща корупция, която Клайв по-късно е изпратен отново в Индия, за да поправи. Самата компания си осигурява приход от £100 000 на година и обезщетение от милион и половина лири стерлинги за военните ѝ загуби. Мир Джафар по-нататък изплаща дълга си към Клайв като след това му предоставя без наем земите на Компанията във и около Калкута, възлизащи на годишна стойност от £27 000 пожизнено и оставяйки му чрез завещание сумата от £70 000, която Клайв предава на армията.

### По-нататъшни кампании
Докато е зает с гражданското управление Клайв продължава да последва военния си успех. Той изпраща майор Куут в преследване на французите почти до Бенарес. Изпраща полк. Форд във Визагапатам и северните окръзи на Мадрас, където този офицер спечелва битката при Кондор, обявена от Брум за „едно от най-брилянтните действия във военната история“.
Той влиза в директен контакт, за първи път със самия велик могол, среща, която се оказва полезна за по-нататъшната му кариера. Шах Алам, наследникът на престола се скарва с баща си Аламгир II, и се обединява с вицекралете на Уд и Алахабад за завоюването на Бенгал. Той напредва до Патна, която обсажда с 40 000 мъже. Ужасеният Мир Джафар изпраща сина си в нейна помощ и моли за помощ Клайв. Майор Кайлод побеждава армията на принца и я разпръсква. Клайв също отблъсква агресията на холандците и отмъщава за клането при Амбойна – случаят, когато написва известното си писмо; „Скъпи Форд, започни боя с тях незабавно; аз ще ти изпратя заповедта на съвета утре.“
Междувременно Клайв подобрява организацията и обучението на сепайската армия по европейски модел, и записва в нея много мюсюлмани от Горна Индия. Той преукрепва Калкута. През 1760, след четиригодишен тежък труд, здравето му се влошава и той се връща в Англия. „Изглеждаше“, пише съвременник на място, „сякаш душата напуска правителството на Бенгал“. Той е формално направен губернатор на Бенгал от Съвета на директорите по време, когато номиналните му висшестоящи в Мадрас се стремят да го привикат да им помогне там. Но той е разчел важността на провинцията дори и по време на първото си посещение до богатата ѝ делта, могъщи реки и изобилстващо население. Клайв избира някои способни подчинени, най-вече младия Уорън Хейстингс, който година след Пласи е направен дипломатически представител в двора на набаба.
Дългосрочната последица от Пласи е поставянето на много тежко данъчно бреме върху Бенгал. Компанията се стреми да извлича максималния възможен приход от селяните, за да финансира военни кампании, а корупцията е широко разпространена сред служителите ѝ. Мир Джафар е принуден да граби в огромен мащаб, за да попълни хазната си, която е опразнена от искането от компанията на компенсация от 280 милиона рупии (£3 милиона).

### Връщане в Англия
През 1760, 35-годишният Клайв се връща в Англия със състояние от поне £300 000 и данък от £27 000 годишно. Той поддържа финансово родителите си и сестрите си и също осигурява на майор Лорънс, командирът, който рано поощрява военния му гений със стипендия от £500 годишшно. За петте години на завоеванието си и управление на Бенгал, младежът е събрал последователност от подвизи, които карат Лорд Маколи, да го сравни с Наполеон Бонапарт, заявявайки, че „[Клайв] донася мир, сигурност и благоденствие и толкова свобода, колкото случаят позволява на милиони индийци, които за векове са плячка на потисничество, докато завоевателската кариера на Наполеон и вдъхновена само от лична амбиция и абсолютизмът, който той установява изчезва с падението му.“ Силната подкрепа на Маколи е по-противоречива днес, тъй като някои твърдят, че амбицията му и желание за лична изгода задават тона на администрацията на Бенгал до трайното споразумение тридесет години по-късно. Незабавната последица на победата на Клайв при Пласи е увеличаване на търсенето на приходи от Бенгал с поне 20%, много от което е придобито от заминдари и корумпирани служители, което води до значителни трудности за селското население, особено по време на глада от 1770.
По време на трите години, през които Клайв остава в Англия, той търси политическа позиция, главно да може да влияе на събитията в Индия, която е оставил пълна с обещания. Той е добре приет в двора и е направен барон Клайв на Пласи, графство Клер, купил е имения и става член с няколко приятели на Камарата на общините.
Клайв започва да реформира домашната система на Източноиндийската компания и започва яростен диспут с председателя на Двора на директорите, г-н Съливан, когото в крайна сметка побеждава. За това му помагат новини за обрати в Бенгал. Мир Джафар най-сетне се е разбунтувал срещу плащането на английските служители и наследникът на Клайв е сложил Касим Али Хан, зетят на Мир Джафар на муснуд (трона). След кратко управление Касим Али бяга, заповядвайки на Уолтър Сомбр, негов швейцарски наемник да изколи гарнизонът от 150 англичани в Патна и е изчезнал под защитата на брат си, вицекралят на Уд. Цялата служба на компанията, гражданска и военна, е затънала в корупция, деморализирана от подаръци и монопола на вътрешната и износната търговия, до такава степен, че индийците са докарани до просия, а компанията е обрана от приходите, които Клайв ѝ е осигурил. Съветът на собствениците връща обратно Клайв в Бенгал с двойна власт на губернатор и главнокомандващ.

## Трето пътуване в Индия
На 3 май 1765 Клайв слиза в Калкута, за да научи, че Мир Джафар е умрял, оставяйки му лично £70 000. Мир Джафар е наследен от сина си Касим Али. Правителството е още по-деморализирано като взема £100 000 като подарък от новия набаб. Касим Али е накарал не само новия вицекрал на Уд, а и самия император на Дели да нападне Бихар. В този момент избухва бунт в бенгалската армия, зловещ предшественик на Индийското въстание от 1857, но в този случай то е бързо потушено като се разстрелва водачът от оръдие. Майор Мънро, „Напиер на онези времена", разпръсква обединените армии на ожесточеното поле при Буксар. Императорът, Шах Алам II, се отделя от съюза, докато Удския вицекрал е хвърлен на милостта на британците.
Клайв има възможност да повтори в Хиндустан или Горна Индия това, което вече е постигнал в Бенгал. Той може и да е осигурил днешен Утар Прадеш и е направил ненужни кампаниите на Артър Уелсли и Лейк. Но той вярва, че има друга работа в експлоатирането на приходи и ресурси на самия богат Бенгал, правейки го база, от която впоследствие Британска Индия стабилно ще расте. Затова той връща на удския вицекрал цялата му територия с изключение на провинциите Аллахабад и Кора, които подарява на самия император.
В замяна на удските провинции Клайв осигурява от императора един от най-важните документи в британската история в Индия, давайки на практика право върху Бенгал на Клайв. В архивите той е „ферман от крал Шах Аалум, даващ диванството на Бенгал, Бихар и ориса на Компанията 1765.“ Датата е 12 август 1765, мястото Бенарес, тронът е английска маса за хранене, покрита с бродиран плат и увенчана от стол в палатката на Клайв. Всичко това е изобразено от мюсюлмански съвременник, който възмутено възклицава, че толкова велика „сделка е направена и свършена за по-малко време, отколкото е щяло да бъде отнето за продажбата на магаре“. С това дело Компанията става истински суверенен владетел на тридесет милиона души и приход от четири милиона лири стерлинг.
На същата дата Клайв получава не само имперската харта за владенията на Компанията в Карнатик, завършвайки работата започната в Аркот, но и трети ферман за най-високото от всички военачалства на империята, това на самия Декан. Този факт се споменава в писмо от тайния комитет на двора на директорите до мадраското правителство, датирано от 27 април 1768. Британското присъствие в Индия е все още малко в сравнение с броя и силата на принцовете и народа на Индия, но също и в сравнение със силите на амбициозните им френенски, холандски и датски съперници. Клайв има това на ум, когато написва последния си съвет до директорите като накрая напуска Индия през 1767:
| “ | Ние сме разумни, че след придобиването на диванството, властта преди това принадлежаща на суба на тези провинции е напълно, в действителност „облечена“ от източноиндийската компания. Нищо не му остава освен името и сянката на властта. Ние обаче задължително е нужно да изглежда, че почитаме това име и тази сянка. | ” |

### Опити за административна реформа
След като основава империята Британска Индия, Клайв се стреми да постави на място силна администрация. Заплатите на чиновниците са увеличени, приемането на дарове от индийците забранено и Клайв изисква договори, според които участието във вътрешната търговия е спряно. Това има много малко въздействие за намаляване на корупцията, която остава широко разпространена до дните на Уорън Хейстингс. Военните реформи на Клайв са по-ефективни. Той потушава бунт на английски офицери, които се противопоставят на ветото върху получаване на подаръци и намалението на бата (допълнителното плащане) по време, когато две маратски армии се отправят срещу Бенгал. Неговата реорганизация на армията, следва линията на това, което е започнал след Пласи, пренебрегнато по време на отсъствието му в Англия впоследствие привлякла възхищението на индийските офицери. Той разделя цялата армия на три бригади, правейки всяка пълна сила, равна сама по себе си на която и да е една индийска армия, която може да бъде докарана срещу ѝ. Той няма обаче достатъчно британски артилеристи, но не прави грешката на наследниците му, които обучават индийци да работят с оръдията, които по-късно се обръщат срещу британците.

## Оттегляне и смърт
Клайв напуска Индия за последен път през февруари 1767. През 1768 живее известно време в Лангедок-Русийон в Южна Франция. През 1769 закупува имението Клермонт близо до Ешър в Съри и наема известния архитект Ланселот „Кейпъбилити“ Браун да оформи градината и да преустрои къщата. Самият Клайв не живее в имението, тъй като умира преди реконструкцията да бъде завършена.
От 1772 трябва да защитава действията си в Индия срещу многобройните си и гласовити критици във Великобритания. Разпитван от парламента, който го подозира за огромното му богатство, той твърди че сравнително малко се е възползвал от възможностите, които са му се отворили: „За Бога... Аз съм удивен от собствената си умереност.“ В резултат на парламентарния дебат е приет специален закон, ограничаващ действията на Източно-индийската компания (Regulating Act of 1773).
В крайна сметка разследването е прекратено, въпреки че министър-председателят Фредерик Норт гласува срещу него. Въпреки това на 22 ноември 1774 г. той умира на четиридесет и девет години, като причината за смъртта му остава неясна – според едни се самоубива, като се пробожда с нож, според други получава удар. Ако е налице самоубийство, то вероятно е свързано с депресия и пристрастеност към опиума, предизвикана от непоносими болки (известно е, че страда от камъни в бъбреците). Предложено му е командването на британските сили в Северна Америка, което отказва. Погребан е близо до родното си място в Шропшър.
Клайв е награден с ирландско перство и титлата Барон Клайв от Пласи, графство Клер. Той купува парцели земя в графствата Лимърик и Клер в Ирландия и нарича земите си близо до град Лимърик „Пласи“. След ирландската независимост тези земи са национализирани. През 1970-те години в Пласи е построен технически колеж, който по-късно прераства в Лимърикския университет.

## Семейство
Робърт Клайв се жени за Маргарет Маскелин (п. 28 декември 1817) на 18 февруари 1753, сестра на преп. д-р Невил Маскелин, пети кралски астроном, в Мадрас. Имат шест деца:
- Едуард Клайв, 1-ви граф Поуис (7 март 1754 – 16 май 1839)
- Ребека Клайв (1760 – 1795).
- Маргарет Клайв (1763 – 1814)
- Елизабет Клайв (кръстена на 18 ноември 1764)
- Шарлот Клайв
- Робърт Клайв (14 август 1769 – 28 юли 1833), подполковник.